# あさドレ♪
『あさドレ♪』（アサドレ）は、2024年（令和6年）10月1日より中京テレビで月曜日から金曜日の5:50 - 6:54及び7:40頃 - 7:55（何れもJST）に生放送されている情報番組である。

## 概要
中京テレビでは、2023年4月3日より、「ZIP!CHUKYO」のタイトルでZIP!内でローカル情報番組を、ZIP!の一部時間を差し替えて放送していたが、枠を拡大し東海ローカルとして放送を開始した。
朝のローカル番組は「おはZIP!」（2011年4月 - 2012年3月）以来であり、全国ニュース番組の差し替えで放送するのは「おめざめワイド」（1994年4月 - 2009年3月）以来である。
放送開始日から放映されているCMでは中川が『おはようのきっかけは あさドレ♪』と言う。また、中京テレビのCMと同様のものが公式サイトでも公開されている。番組コンセプトは「朝採れたての情報であなたの朝をドレスアップ♪」、地元のニュース・スポーツ・エンタメ・天気・交通情報など家族で話したくなるような最新情報を伝える。

## 番組史
- 2024年9月2日 - 当日放送の「ZIP!CHUKYO」内で、10月1日から当番組が開始することを発表。
- 2024年10月1日 - 放送開始。前番組に引き続き中川萌香がMCに就任し、「朝採れたての情報であなたの朝をドレスアップ」をコンセプトに地元情報をたっぷり伝える。当番組では、「ZIP!CHUKYO」でも伝えてきた、東海地方のニュースやお天気に加え、SHOWBIZやスポーツ、地元のトレンド情報も伝える。そのほか、名神高速一宮ICの混みぐあいや、名鉄沿線のパン屋さん、名古屋にやってくるアーティストのライブ情報などあなたの近所で起こっている身近な情報を伝える。また、放送時間も拡大し5:50 - 6:54・7:40頃 - 7:55に放送される[2]。
- 2024年10月29日 - あさドレ♪のスタジオに中日ドラゴンズ井上一樹新監督が生出演した。また、放送日は火曜だったが、辻本も出演した。

## 出演者

### 現在の出演者
- ZIP!CHUKYOからの続投者は○、中京テレビアナウンサーは△

| 担当/曜日                       | 担当/曜日                       | 月曜日                 | 火曜日                 | 水曜日                 | 木曜日                 | 金曜日                   |
| ------------------------------- | ------------------------------- | ---------------------- | ---------------------- | ---------------------- | ---------------------- | ------------------------ |
| メインMC                        | メインMC                        | 中川萌香               | 中川萌香               | 中川萌香               | 中川萌香               | 中川萌香                 |
| レギュラーコメンテーター        | レギュラーコメンテーター        | 城所あゆね             | 村瀬哲史               | 登坂絵莉               | （不在）               | 辻本達規（BOYS AND MEN） |
| ニュースキャスター              | ニュースキャスター              | 鈴木康一郎             | 岡田健太郎             | 岡田健太郎             | 岡田健太郎             | 鈴木康一郎               |
| ニュースキャスター              | ニュースキャスター              | 中川萌香               |                        |                        |                        |                          |
| スポーツキャスター              | スポーツキャスター              | 鈴木康一郎 城所あゆね  | 岡田健太郎             | 岡田健太郎             | 岡田健太郎             | 鈴木康一郎 辻本達規      |
| SHOWBIZ・トレンド情報キャスター | SHOWBIZ・トレンド情報キャスター | 望月杏夏               | 望月杏夏               | 赤木由布子             | 赤木由布子             | 赤木由布子               |
| SHOWBIZ・トレンド情報キャスター | SHOWBIZ・トレンド情報キャスター | 仲川晴斐               |                        |                        |                        |                          |
| 中継リポーター                  | 6時台                           | 村上なずな             | 村上なずな             | 村上なずな             | 村上なずな             | 村上なずな               |
| 中継リポーター                  | 7時台                           | 仲川晴斐               | 仲川晴斐               | 仲川晴斐               | 仲川晴斐               | （不在）                 |
| お天気キャスター                | お天気キャスター                | 野仲郁宏（気象予報士） | 野仲郁宏（気象予報士） | 野仲郁宏（気象予報士） | 野仲郁宏（気象予報士） | 野仲郁宏（気象予報士）   |
| QUIZステーション                | QUIZステーション                | （不在）               | （不在）               | （不在）               | （不在）               | こうちゃん 林輝幸        |

#### メインMC
- 中川萌香○△（2024年10月1日 - ）

#### レギュラーコメンテーター（あさドレ♪ファミリー）
※城所・辻本・永田はそれぞれグランパス・ドラゴンズ・高校サッカーに関するコーナーがある場合は担当曜日以外でも出演する。
- 月曜 城所あゆね（2024年10月7日 - ）[3][4]
- 火曜 村瀬哲史（2024年10月1日 - ）
- 水曜 登坂絵莉（2024年10月2日 - ）
- 金曜 辻本達規（BOYS AND MEN・2024年10月4日 - ）[5]

#### ゲストコメンテーター（あさドレ♪ファミリー）
- 精神科医Tomy（2024年10月14日 - ）
- 内藤剛志（2024年10月21日 - ）
- 岡田圭右（ますだおかだ・2024年11月18日 - ）
- 永田薫（MAG!C☆PRINCE・2024年10月22日 - ）[6]

- 加藤千恵（2024年10月3日 - ）
- 村尾信尚（2024年10月10日 - ）
- 加藤紀子（2024年10月17日 - ）
- 伊集院光（2024年10月11日 - ）

#### ニュースキャスター
- 中川萌香○△（2024年10月1日 - ）月～金曜日 ※メインMC兼務
- 鈴木康一郎○△（2024年10月4日 - ）月・金曜日 ※スポーツキャスター兼務
- 岡田健太郎○△（2024年10月1日 - ）火～木曜日 ※スポーツキャスター兼務

※ニュースコーナーは上記以外のアナウンサーが担当する場合もある。

#### スポーツキャスター
- 鈴木康一郎○△（2024年10月4日 - ）月・金曜日 ※ニュースキャスター兼務
- 岡田健太郎○△（2024年10月1日 - ）火～木曜日 ※ニュースキャスター兼務
- 城所あゆね（2024年10月7日 - ）月曜日 ※コメンテーター兼務
- 辻本達規（2024年10月4日 - ）金曜日 ※コメンテーター兼務
- 永田薫（2024年10月22日 - ）水曜日 ※コメンテーター兼務

#### ショウビズ・トレンド情報キャスター
- 望月杏夏△（2024年10月1日 - ）月・火曜日
- 赤木由布子○△（2024年10月2日 - 、）水～金曜日
- 仲川晴斐○△（2024年10月1日 - 、）月～金曜日 ※中継リポーター兼務

※ショウビズの取材は上記以外のアナウンサーが担当する場合もある。

#### 中継リポーター
- 村上なずな（モデル・2024年10月1日 - ）月～金曜日6時台[7][8]
- 仲川晴斐○△（2024年10月1日 - 、）月～金曜日7時台 ※トレンド情報兼務

#### お天気キャスター（気象予報士）
- 野仲郁宏（2024年10月1日 - ）[9]

#### QUIZステーション
- こうちゃん（2024年10月4日 - ）隔週金曜
- 林輝幸（2024年10月4日 - ）隔週金曜

### 過去の出演者

#### メインMC・レギュラーコメンテーター・お天気キャスター
| 期間      | 期間 | メインMC | レギュラーコメンテーター | レギュラーコメンテーター | レギュラーコメンテーター | レギュラーコメンテーター | レギュラーコメンテーター | お天気キャスター |
| 期間      | 期間 | メインMC | 月曜                     | 火曜                     | 水曜                     | 木曜                     | 金曜                     | お天気キャスター |
| --------- | ---- | -------- | ------------------------ | ------------------------ | ------------------------ | ------------------------ | ------------------------ | ---------------- |
| 2024.10.1 | 現在 | 中川萌香 | 城所あゆね               | 村瀬哲史                 | 登坂絵莉                 | （不在）                 | 辻本達規（BOYS AND MEN） | 野仲郁宏         |

#### ニュース・スポーツキャスター
| 期間      | 期間 | ニュースキャスター | ニュースキャスター | ニュースキャスター | ニュースキャスター | ニュースキャスター | ニュースキャスター | スポーツキャスター    | スポーツキャスター | スポーツキャスター | スポーツキャスター | スポーツキャスター  |
| 期間      | 期間 | 女性               | 男性               | 男性               | 男性               | 男性               | 男性               | スポーツキャスター    | スポーツキャスター | スポーツキャスター | スポーツキャスター | スポーツキャスター  |
| 期間      | 期間 | 女性               | 月曜               | 火曜               | 水曜               | 木曜               | 金曜               | 月曜                  | 火曜               | 水曜               | 木曜               | 金曜                |
| --------- | ---- | ------------------ | ------------------ | ------------------ | ------------------ | ------------------ | ------------------ | --------------------- | ------------------ | ------------------ | ------------------ | ------------------- |
| 2024.10.1 | 現在 | 中川萌香           | 鈴木康一郎         | 岡田健太郎         | 岡田健太郎         | 岡田健太郎         | 鈴木康一郎         | 鈴木康一郎 城所あゆね | 岡田健太郎         | 岡田健太郎         | 岡田健太郎         | 鈴木康一郎 辻本達規 |

#### ショウビズ・トレンド情報キャスター・中継リポーター・QUIZステーション
| 期間      | 期間 | ショウビズ・トレンド情報キャスター | ショウビズ・トレンド情報キャスター | ショウビズ・トレンド情報キャスター | ショウビズ・トレンド情報キャスター | ショウビズ・トレンド情報キャスター | ショウビズ・トレンド情報キャスター | 中継リポーター | 中継リポーター | 中継リポーター | 中継リポーター | 中継リポーター | 中継リポーター | QUIZステーション  |
| 期間      | 期間 | 女性                               | 女性                               | 女性                               | 女性                               | 女性                               | 男性                               | 6時台          | 7時台          | 7時台          | 7時台          | 7時台          | 7時台          | QUIZステーション  |
| 期間      | 期間 | 月曜                               | 火曜                               | 水曜                               | 木曜                               | 金曜                               | 男性                               | 6時台          | 月曜           | 火曜           | 水曜           | 木曜           | 金曜           | QUIZステーション  |
| --------- | ---- | ---------------------------------- | ---------------------------------- | ---------------------------------- | ---------------------------------- | ---------------------------------- | ---------------------------------- | -------------- | -------------- | -------------- | -------------- | -------------- | -------------- | ----------------- |
| 2024.10.1 | 現在 | 望月杏夏                           | 望月杏夏                           | 赤木由布子                         | 赤木由布子                         | 赤木由布子                         | 仲川晴斐                           | 村上なずな     | 仲川晴斐       | 仲川晴斐       | 仲川晴斐       | 仲川晴斐       | （不在）       | こうちゃん 林輝幸 |

## テーマソング
| 期間          | 期間 | 歌手名・曲名                         | 備考 |
| ------------- | ---- | ------------------------------------ | ---- |
| 2024年10月1日 | 現在 | Little Glee Monster「HELLO NEW DAY」 |      |

## 放送時間
| 期間      | 期間 | 平日                 |
| --------- | ---- | -------------------- |
| 2024.10.1 | 現在 | 5:50 - 7:55（125分） |

- 月曜日 - 金曜日 5:50 - 7:55（JST）
  - 本番組放送開始日（2024年10月1日）より3部制に移行する『ZIP!』の第1部に相当する時間帯での放送となる。
  - 5:58 - 6:06は『NNNニュースZIP!』、6:54 - 7:40頃は『ZIP!』をそれぞれ放送。
  - EPGや中京テレビ公式サイトの番組表での放送枠は6:54までであるが、『ZIP!』第2部ローカル枠（7:40頃 - 7:55）でも引続き放送しており、実質上『ZIP!』とのオムニバス放送である。

## 関連番組・項目
- ZIP! - 当時からこの『おはZIP!』の後に放送されていた日本テレビ制作の全国ネット番組。
- KRYさわやかモーニング - 系列局の山口放送が放送している朝の情報番組。
- 読売中京FSホールディングス連結子会社制作の情報・報道番組
  - ストレイトニュース（中京テレビのローカルパート）
  - おはZIP! - かつて「ZIP!」の前枠で放送されていた中京テレビの情報番組。
  - ZIP!CHUKYO - 「あさドレ♪」開始前に中京テレビ制作で放送されていた『ZIP!』の東海3県ローカルパート。
  - キャッチ! - 中京テレビが制作する夕方の情報番組。
  - どさんこワイド朝 - 系列局の札幌テレビが放送している朝の情報番組。
  - す・またん! - 系列局の読売テレビが放送している朝の情報番組。
  - バリはやッ! - 系列局の福岡放送が2015年9月28日から開始した朝の情報番組。